# Stehbunker
Stehbunker waren Zellen für die Folterhaft, die aufgrund ihrer geringen Größe nur ein Stehen zuließen. Sie wurden in den Konzentrationslagern des NS-Staates sowie in sowjetischen Gulags zur Bestrafung von Häftlingen errichtet.

## Oranienburg
SA-Lagerkommandant Werner Schäfer ließ 1933 im Keller des KZ Oranienburg zwei Zellen errichten. Die Zellengröße ermöglichte nur einer Person das Stehen. Ein KZ-Häftling namens Neumann war dort 192 Stunden eingesperrt und wurde dadurch angeblich wahnsinnig. Teils wurden Häftlinge auch in enge Schränke gesperrt, in denen sie nur stehen konnten.

## Auschwitz
Auch im Stammlager des KZ Auschwitz gab es Stehbunker, die zugleich Dunkelzellen waren. In der Zelle 22 des Blocks 11 (Lagergefängnis, auch Todesblock genannt) wurden, nachdem Hans Aumeier Schutzhaftlagerführer geworden war, Anfang 1942 vier jeweils knapp einen Quadratmeter große Stehzellen eingebaut. In jede Stehzelle wurden vier Häftlinge eingepfercht, die zunächst durch ein kleines Schlupfloch am Zellenboden in die Zelle kriechen mussten, das danach verschlossen wurde. Da nur eine sehr kleine Öffnung Luftzufuhr ermöglichte, drohte den Häftlingen der Erstickungstod. Die Häftlinge wurden je nach „Vergehen“ teilweise über mehrere Nächte in den Zellen gefangengehalten. Auch im KZ Auschwitz-Birkenau und den Außenlagern des KZ Auschwitz Fürstengrube, Eintrachthütte sowie Neu-Dachs waren Stehzellen vorhanden.
Nachdem Arthur Liebehenschel im November 1943 neuer Kommandant des Stammlagers geworden war, erließ er laut dem Auschwitzüberlebenden Hermann Langbein u. a. eine Bunkeramnestie, stellte die Selektionen zur Erschießung in Block 11 ein und ließ die Schwarze Wand sowie die Stehzellen abreißen. Exekutionen von Häftlingen wurden danach im Krematorium IV des KZ Auschwitz-Birkenau vorgenommen.

## Dachau
Die Häftlingszahl im KZ Dachau war in den letzten Kriegsjahren stark gestiegen; das Lager war überfüllt. Im Herbst 1944 errichtete die Lagerleitung Stehbunker. Die gemauerten Kammern ähnelten Schornsteinen. Sie hatten die Maße 75 × 80 cm. Oben befand sich eine Lüftungsöffnung, eine schmale Tür mit einer Eisenstange verriegelte den Stehbunker. Die intensivierte „Strafmaßnahme“ sparte Platz und verstärkte die Straftortur. Häftlinge waren dadurch kürzere Zeit der Zwangsarbeit im Lager entzogen. Auch im KZ-Außenlager München-Allach wurden Stehbunker errichtet, dort waren die Zellen enger als im Hauptlager Dachau. 
Beispielsweise verbrachten der Häftling K. A. Gross und der polnische Häftling Max Hoffmann Tage im Stehbunker. Letzterer beschrieb sie folgendermaßen:
„Es war ein schrecklicher Zustand, als ich dachte, daß es mit mir zu Ende ist, als mir alles so gleichgültig und in weiter Ferne war. Ich konnte mich nicht hinlegen, in die Hocke konnte ich nicht gehen, das beste war stehen, stehen, sechs Tage und sechs Nächte lang. […] Mit den Ellenbogen berührst du zu beiden Seiten die Wände, mit dem Rücken berührst du die Wand hinter dir, mit den Knien die Wand vor dir. […] Das ist keine Strafe oder Untersuchungshaft, das ist Folter, direkte mittelalterliche Folter. Ich hatte blutunterlaufene Augen, war von schlechter Luft betäubt, habe nur auf das Ende gewartet.“
Nach Johannes Neuhäusler erhielt ein Haftinsasse im Stehbunker drei Tage lang nur ein Stück Brot. Am vierten Tag wurden Häftlinge herausgeholt, es gab eine normale Ration Lageressen, sie durften auf einer Pritsche schlafen. Am nächsten Tag begann erneut die dreitägige Haft im Stehbunker. 
Diese Unterbrechung nach dem dritten Tag wurde nicht immer eingehalten. Der tschechische Häftling Radovan Drazan verbrachte acht Tage ohne Pause im Stehbunker. Teils wurden Häftlinge auch nicht kurzzeitig aus dem Stehbunker gelassen, so dass es zu Verätzungen am Körper durch Kot und Urin kam.